# Henkelkörper
In der Mathematik sind Henkelkörper 3-dimensionale Gebilde, deren Ränder Flächen sind.

## Definition

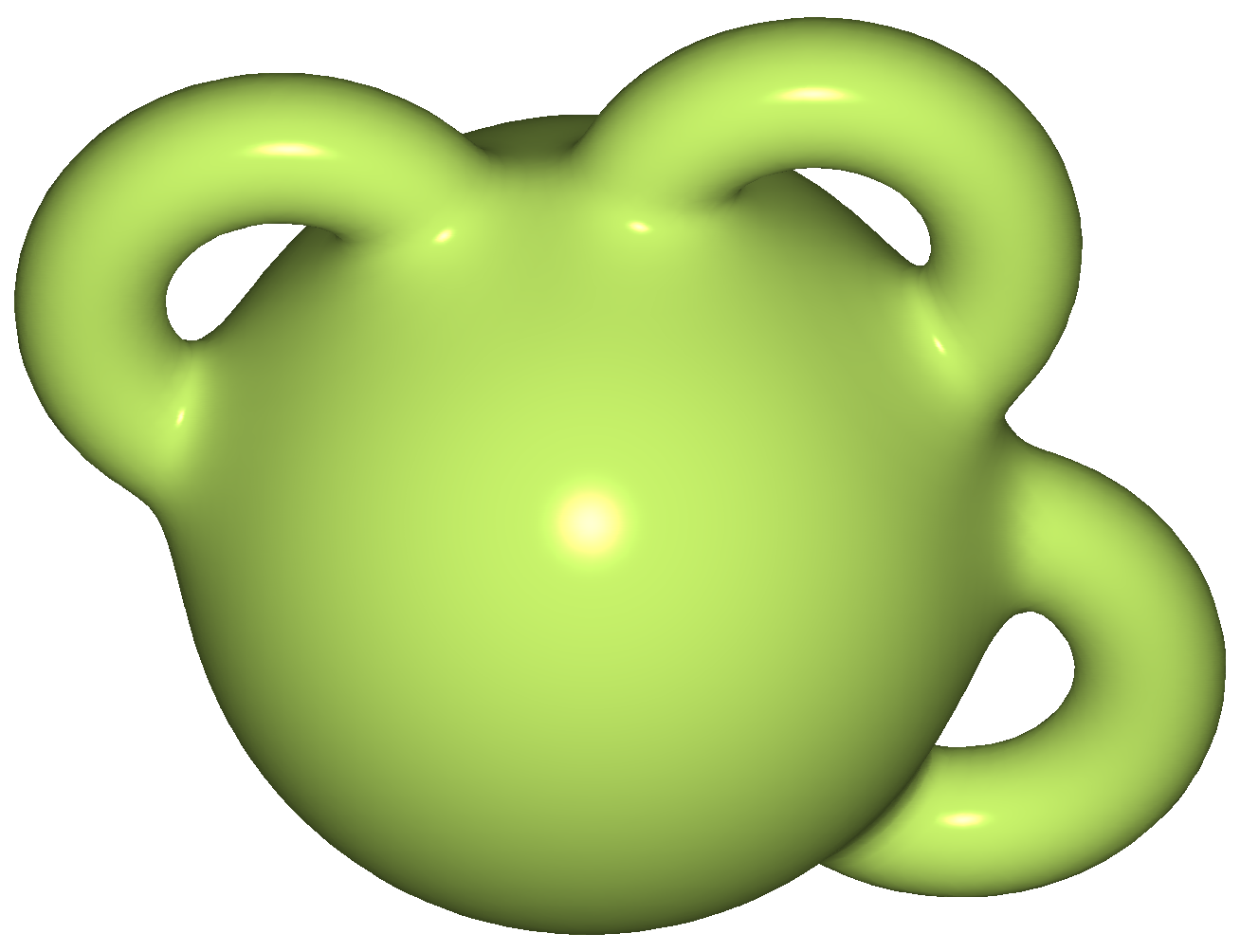
Eine Vollkugel mit 3 disjunkten Henkeln.

Den Henkelkörper vom Geschlecht {\displaystyle g} erhält man, indem man an eine 3-dimensionale Vollkugel {\displaystyle g} disjunkte Henkel ansetzt. 
In Formeln: Sei {\displaystyle B^{3}} eine Vollkugel, seien {\displaystyle f_{1},\ldots ,f_{g}:B^{2}\times \left\{0,1\right\}\rightarrow \partial B^{3}} injektive stetige Abbildungen mit disjunkten Bildern, dann definieren wir den Henkelkörper {\displaystyle H_{g}} als Quotienten von
{\displaystyle H_{g}:=(B^{3}\bigcup \cup _{i=1}^{g}(B^{2}\times \left[0,1\right])_{i})/\sim }
unter der Äquivalenzrelation {\displaystyle x\sim f_{i}(x)} für {\displaystyle x\in (B^{2}\times \left\{0,1\right\})_{i},i=1,\ldots ,g}.
{\displaystyle H_{g}} ist eine orientierbare 3-dimensionale Mannigfaltigkeit mit Rand, ihr Rand ist eine Fläche vom Geschlecht {\displaystyle g}. Die Vollkugel wird als Henkelkörper vom Geschlecht {\displaystyle g=0} bezeichnet.

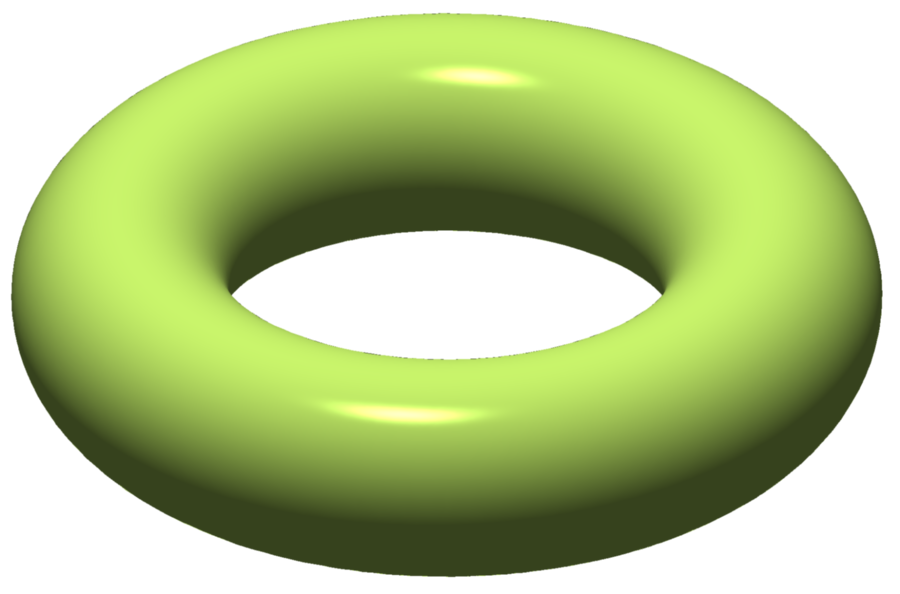
Volltorus
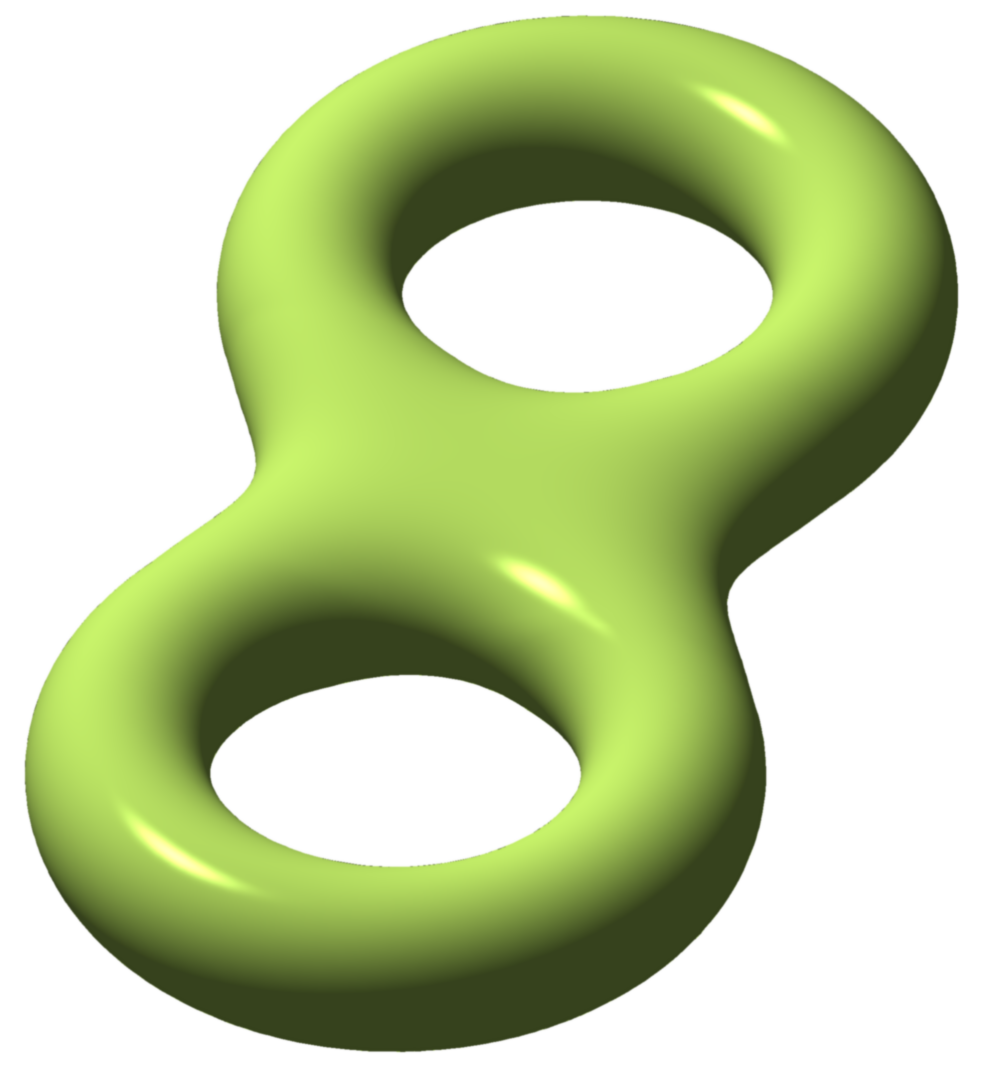
Vollbrezel
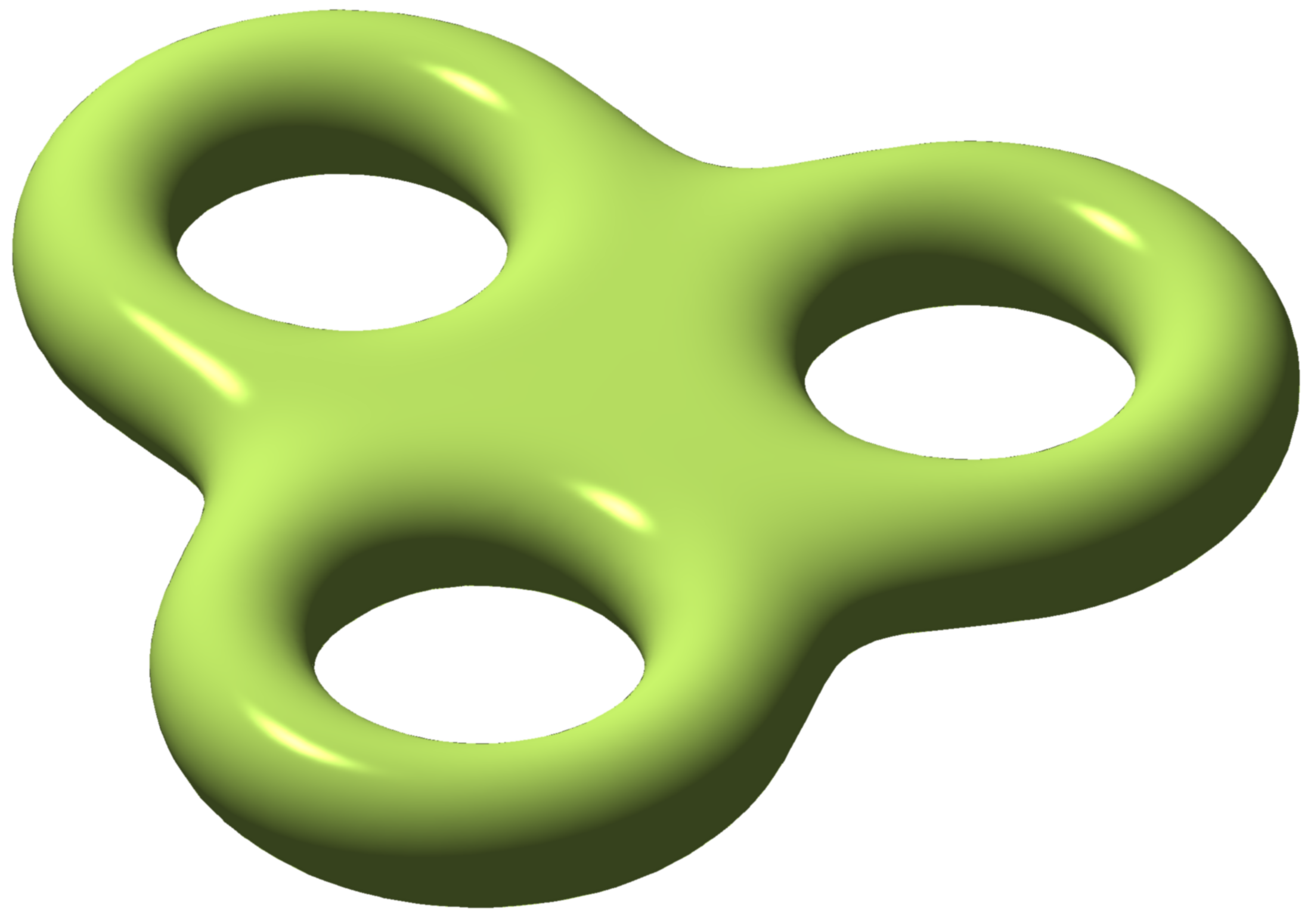

- {\displaystyle g=1}: Volltorus
- {\displaystyle g=2}: Vollbrezel
- {\displaystyle g=3}

## Kompressionskörper
Ein allgemeinerer Begriff, der vor allem in der Theorie der 3-Mannigfaltigkeiten mit Rand Anwendung findet, ist der Begriff des Kompressionskörpers.
Ein Kompressionskörper {\displaystyle C} entsteht aus einem Produkt {\displaystyle S\times \left[0,1\right]}, für eine geschlossene Fläche {\displaystyle S}, durch Ankleben von 2-Henkeln entlang {\displaystyle S\times \left\{1\right\}}. Man bezeichnet {\displaystyle \partial _{-}C:=S\times \left\{0\right\}} und {\displaystyle \partial _{+}C:=\partial C\setminus \partial _{-}C}.
Henkelkörper erhält man für {\displaystyle S=\emptyset }, in diesem Fall ist {\displaystyle \partial _{-}C=\emptyset }.